# Afanassi Fjodorowitsch Schtscheglow
Afanassi Fjodorowitsch Schtscheglow (russisch Афанасий Фёдорович Щеглов, * 15. Januar 1912 im Dorf Michali, Bezirk Olenino, Gouvernement Twer; † 28. Januar 1995 in Moskau) war im Zweiten Weltkrieg ein Held der Sowjetunion (13. Februar 1944) und späterer Armeegeneral (1970).

## Leben
Afanassi Schtscheglow war Sohn einer Bauernfamilie, welche 1917 ihren Wohnsitz nach Tschertolino verlegte. Nach dem Besuch einer Schule in Rschew wurde er im September 1929 in die Rote Armee eingezogen und zur Ausbildung an die Artillerieabteilung der sowjetischen Militärschule in Moskau geschickt.

### Frühe Militärkarriere
Nach dem Abschluss seiner Schulung wurde er im Juli 1933 nach Omsk zum 73. Artillerie-Regiment (73. Schützendivision im Sibirischen Militärbezirk) abkommandiert, wo er nacheinander als Kommandant eines Schützenzuges, als stellvertretender Kommandant und dann als Kommandant einer Artillerie-Batterie diente. Im Oktober 1935 wurde er zunächst an die veterinäre Fakultät des Moskauer Militärinstituts geschickt, aber dann ab Mai 1936 an die Frunse-Militärakademie versetzt. Nach seinem Abschluss an der Akademie wurde er im Mai 1939 nach Murmansk gesandt und zum Stabschef des 290. Artillerie-Regiments (104. Schützendivision, Leningrader Militärbezirk) ernannt. Im Juli 1939  wurde er stellvertretender Chefs in der Operationsabteilung einer Division der 7. Armee (Militärbezirk Leningrad), wobei er am sowjetisch-finnischen Krieg teilnahm. In dieser Zeit erhielt er einen Rotbannerorden verliehen und trat der KPdSU bei. Im August 1940 wurde er zum Oberassistenten des Chefs der Operationsabteilung des Militärbezirks Leningrad ernannt.

### Im Zweiten Weltkrieg
Am 17. Juni 1941 wurde Major Schtscheglow zum leitenden Assistenten des Chefs der operativen Abteilung der Nordfront ernannt. Im August 1941 wechselte er in den aktiven Felddienst und wurde Kommandeur des 690. Artillerie-Regiments der 55. Armee, welches im Zuge der Leningrader Verteidigungsoperation bei Krasnogwardeisk und vor den Höhen von Pulkowo eingesetzt wurde. Im November 1941 wurde er zum Kommandeur des 2. Freiwilligen-Ski-Regiments ernannt, welches mehrere Überfälle hinter den deutschen Linien bei Leningrad ausführte.
Im März 1942 wurde er Oberstleutnant und erneut zum Kommandeur des 690. Artillerieregiments und im Juni zum stellvertretenden Leiter der Operationsabteilung der Leningrader Front ernannt. Ab September diente er als Kommandeur der unabhängigen 34. Skibrigade und kehrte im Oktober auf den Posten des stellvertretenden Leiters der Operationsabteilung der Leningrader Front zurück. Im April 1943 wurde Oberst Schtscheglow zum Kommandeur der 63. Garde-Schützendivision ernannt. Seine Einheit unterstand nacheinander der 42. und 2. Stoßarmee bei der Leningrader Front und führte defensive Kampfhandlungen am südlichen Stadtrand von Leningrad durch. Oberst Schtscheglow zeigte besonders während der Krasnoselskoje-Ropschaer Operation im Januar 1944 taktisches Geschick. Beim Durchbruch der deutschen Verteidigung am Stadtrand von Krasnoje Selo umzingelte und stürmte die Division das befestigte Verteidigungszentrum Woronja Gora und sicherte damit die Befreiung von Krasnoje Selo. Durch den Erlass des Präsidiums des Obersten Sowjets der UdSSR vom 13. Februar 1944 wurde Gardeoberst Schtscheglow für „vorbildliche Leistung der Kampfeinsätze seines Kommandos“ als Held der Sowjetunion mit dem Leninorden und der Goldstern-Medaille ausgezeichnet. Darauf nahm seine Gardedivision mit der 21. Armee am Vorstoß auf Wyborg und Tallinn teil, wofür der Division ein Lenin- und ein Rotbanner-Orden verliehen wurden.
Am 3. Juni 1944 wurde er zum Generalmajor befördert und im Oktober 1944 zum Kommandeur des 30. Garde-Schützenkorps ernannt, das zunächst Teil der 8. Armee der Leningrader Front und dann der 6. Gardearmee der 2. Baltischen Front wurde. Seine Truppen nahmen an der Memeler-Offensive sowie an der Blockade der deutschen Kurland-Gruppierung teil. Für seine Führung erhielt er unter anderen auch den Suworow-Orden 2. Klasse und einen Alexander-Newski-Orden verliehen, am 24. Juni 1945 durfte er im Range eines Generalmajors an der Siegesparade auf dem Roten Platz teilnehmen.

### Nach dem Krieg
Ab November 1945 stand er weiterhin dem Militärrat des Militärbezirks Leningrad zur Verfügung und wurde am 11. Mai 1949 zum Generalleutnant ernannt. Im Februar 1946 wurde er zur Weiterbildung an die Höhere Woroschilow-Militärakademie geschickt und übernahm im April 1948 das Kommando über das 4. Garde-Schützenkorps im Militärbezirk Leningrad.
1949 wechselte General Schtscheglow zu den Luftverteidigungskräften und übernahm im Juni desselben Jahres das Oberkommando der Truppen des Leningrader Luftverteidigungsbezirks. Im  April 1951 wurde er Kommandeur der Truppen des Luftverteidigungsbezirks Ural mit Hauptquartier in Swerdlowsk. Seit April 1954 stand er der Hauptpersonaldirektion des Verteidigungsministeriums der UdSSR zur Verfügung und wurde im Juli 1954 zum Kommandeur der Kiewer Luftverteidigungsarmee und dann zum stellvertretenden Kommandeur des Kiewer Militärbezirks Luftverteidigung ernannt. Am 18. Februar 1958 wurde er zum Generaloberst ernannt und ab August 1959 kommandierte er den Luftverteidigungsbezirk von Baku.
Im Juli 1966 wurde er zum ersten stellvertretenden Oberbefehlshaber der gesamten Luftverteidigungsstreitkräfte ernannt und arbeitete fast 10 Jahre lang im Dorf Sarja bei Balaschicha in der Region Moskau. Im August 1968 befehlige er während der Operation Donau die sowjetischen Luftverbände bei der Niederschlagung des Prager Frühlings. Als Leiter der Luftlandetruppen überwältigten seine Landekommandos das Hauptquartier der Luftverteidigung der Tschechoslowakei. Für diesen Erfolg wurde er mit einem weiteren Lenin-Orden ausgezeichnet.
Von 1969 bis 1970 war Schtscheglow als Teil einer Gruppe sowjetischer Militärspezialisten in Ägypten, welche den Aufbau der Luftverteidigung dieses Landes forcierten, was während des Oktoberkrieges 1973 Früchte trug. Am 30. April 1970 wurde er zum Armeegeneral ernannt.
Im April 1974 wurde er zum Stellvertreter des Oberbefehlshabers der Vereinigten Streitkräfte des Warschauer Paktes in Polen ernannt. Seit März 1985 war er Berater der Gruppe der Generalinspektoren im Verteidigungsministerium. Nebenbei war er von 1962 bis 1974 auch Abgeordneter des Obersten Sowjets der UdSSR. Im Mai 1992 trat er in den Ruhestand.
Schtscheglow starb 1995 in Moskau und wurde auf dem Nowodewitschi-Friedhof beigesetzt.

## Dienstränge
- Major (bis Juni 1941)
- Oberstleutnant (1942)
- Oberst (1943)
- Generalmajor (3. Juni 1944)
- Generalleutnant (11. Mai 1949)
- Generaloberst (18. Februar 1958)
- Armeegeneral (30. April 1970)